# Manoel Basilio
Manoel Basilio Furtado (Queluz, 2 de novembro de 1826 — 13 de maio de 1903) foi um médico e escritor brasileiro.
Batizado em 26 de maio na freguesia da capela Nova das Dores da paróquia da Real Vila de Queluz, na então província de Minas Gerais, onde habitavam seus pais, o capitão Manoel Antônio Furtado mais conhecido por Capitão Basílio e sua esposa Maria Luiza de Jesus.
Quatro anos depois seu pai adquiriu a fazenda Independência situada na freguesia da Santíssima Trindade do Descoberto, mais tarde distrito de São João Nepomuceno e hoje município autônomo. Ali passou sua infância. O lugar prosperou passando a povoado, tornando-se o núcleo da futura cidade de Descoberto, cuja rua principal tem o nome de Capitão Basílio e onde está até hoje a primeira casa do lugar, um sobrado construído por ele, Capitão Basílio, onde o Dr. Basílio Furtado, seu filho, desfrutou as carícias de seus primeiros vereadores, após os quatro primeiros anos passados em Queluz.
Atendendo a guerra civil em Minas em 1842, o capitão Basílio, fez causa comum com seus partidários, se comprometendo na Revolução processado, esteve foragido seu filho Manoel, que lhe levava diariamente alimentos, noticias e conforto, o deixando a par das ocorrências até que foi concedida anistia aos rebeldes, restituindo alegria ao lar do Capitão Manoel.
Logo após, o adolescente Manoel se internava no seminário de Mariana, onde fez curso secundário se preparando para o curso superior.
Vai em seguida para a antiga corte, concluído seus preparatórios no colégio Victorio. No Rio ele se inscrevia na Faculdade de Medicina.Logo no 1º ano médico contraiu febre amarela e, por prescrição médica, vai convalescer em São Paulo. Na capital paulista inscreva-se no 1º ano de direito.
A conselho paterno e por vocação volta ao Rio. Onde continuou os estudos médicos recebendo o grau de doutor em medicina em 26 de novembro de 1857. No decurso dos estudos foi interno da Santa casa de Misericórdia e do Hospital de Coléricos de Nossa Senhora da Lapa.
Recebendo o diploma, o Dr. Manoel Basílio Furtado foi clinicar em São João Nepomuceno. Ai permaneceu até 1862, quando contraiu núpcias com a srta. Felisbina Furtado. Filha do capitão Inácio da Silva Campelo e de D. felisbina Maria de Jesus, fazendeiros em Rio Novo.
O novo casal passou a residir na fazenda de Santa Eugênia em Rio Novo, pertencente ao capitão Francisco Werneck tio e antigo tutot de Dr. Felisbina Furtado. Ai residiu até 1888, onde nasceram seus três e únicos filhos: Artur Eugênio Furtado, casado com Amélia Murgel Furtado, Petrolina Furtado Ladeira, casada com o Dr. Onofre Dias Ladeira médico em Rio Novo,onde atuou durante 50 anos, D Eugênia F Murgel, esposa do capitão Gustavo Murgel.
Em 1890 deu-se na região uma epidemia de febre amarela, ficando o Dr. Basílio incumbido de combater o terrível mal e assistir aos doentes mais uma vez o grande sábio e médico demonstrou sua capacidade de trabalho e sua dedicação aos doentes.
Em 1900 voltou a Rio novo, indo residir na propriedade seu genro, o Dr. Onofre Dias Ladeira, hoje sítio São José, nas mãos de seu bisneto, o também médico Dr. Mario Hugo Ladeira, deputado estadual por cinco mandatos, e antigo secretário de saúde. Ai viveu três anos, falecendo a 13 de maio de 1903, quase aos 77 anos de idade.
Clínico notável pelo seu saber, tendo possuído bens de fortuna, morreu pobre, no entanto deixando após si a imortal tradição de haver sido sempre o mesmo amigo, cultor da ciência, sempre o mesmo pai amantíssimo.
O Dr. Basílio foi várias vezes vereador na câmara de Mar de Espanha, quando a freguesia de Rio Novo era distrito daquele antigo município mineiro.
Deputado na antiga assembleia provincial no biênio 1868/1869, com seu prestígio e muito respeitado por seus pares conseguiu a elevação de Rio Novo a município. Liberal de geração, republicano por convicção, não perdoou os homens de 15 de novembro, que foram injustos com D Pedro II.
Como Médico, exerceu seu apostolado na Zona da Mata Mineira, na época em que a cólera e a febre amarela tirava os entes de inúmeras famílias, atendendo ricos e pobres com igualmente.
Como homem de ciência, desbravou os sertões de Minas e E Santo, estudando sua flora.fauna e subsolo,enriquecendo com seus trabalhos a literatura da História natural.Colaborado do Museu Nacional, visitou em companhia de Dom Pedro II a famosa gruta Babilônia situada na fazenda Santana Juiz de Fora.
Entre outros trabalhos feitos pelo sábio vale citar "Morcegos do Brasil", contribuindo para a zoologia no Brasil.
Patrono da cadeira 37 da Academia Mineira de Letras.